# Sông Vang
Sông Vang là một con sông đổ ra Sông Thu Bồn. Sông có chiều dài 33 km và diện tích lưu vực là 240 km².
Sông Vang chảy qua các tỉnh Quảng Ngãi, Quảng Nam .